# Johannes Gross

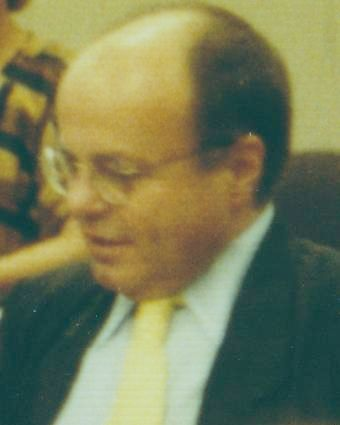
Johannes Gross, 1985 in Hamburg

Johannes Gross (* 6. Mai 1932 in Neunkhausen; † 29. September 1999 in Köln) war ein deutscher Publizist, Journalist, Verleger und Aphoristiker.

## Leben
Gross war ein Nachfahre des Schriftstellers Johann Heinrich Jung-Stilling.
Gross studierte Jura und Philosophie. In Marburg absolvierte er 1955 das erste juristische Staatsexamen. Während des Studiums war er Mitbegründer der christlich-konservativen Studentenzeitschrift Civis. Außerhalb des Universitätsbetriebs war er ab Mitte der 1950er Jahre ein Schüler des Juristen Carl Schmitt, zu dem er ein besonderes Vertrauensverhältnis aufbaute und den er zeitlebens verehrte.
Gross wurde Bonner Korrespondent und später Ressortchef Politik der Deutschen Zeitung; ab 1962 war er Leiter der politischen Abteilung des Deutschlandfunks. Ab 1968 war er Chefredakteur und stellvertretender Intendant der Deutschen Welle.

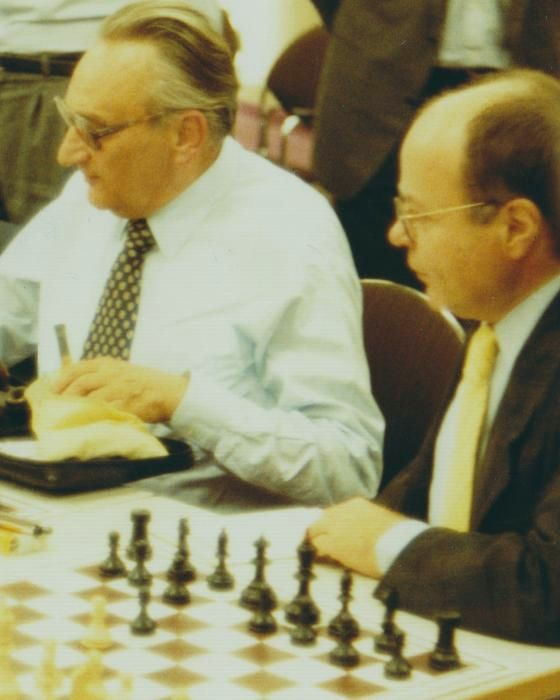
Egon Bahr und Johannes Gross (1985)

Seit 1974 war Gross Chefredakteur und schließlich von 1980 an Herausgeber der Zeitschrift Capital, später zeitweilig auch Vorstandsmitglied des Verlagshauses Gruner und Jahr. Außerdem schrieb er seit Anfang der 1980er Jahre regelmäßig eine Kolumne im FAZ-Magazin.
Selbst in die Schlagzeilen der Tagespresse geriet Gross im Jahr 1983. Zusammen mit Peter Scholl-Latour sollte er die Herausgeberschaft und Chefredaktion des stern übernehmen, dessen vorherige Leitung nach dem Debakel um die gefälschten Hitler-Tagebücher ihre Sessel räumen musste. Dazu kam es jedoch nicht: Nach tagelangen Protesten der Belegschaft, die einen politischen Rechtsruck des Magazins fürchtete, verzichtete Gross darauf, den Posten anzutreten. Höhepunkt des Widerstands gegen Gross bildete eine öffentliche Kundgebung in Hamburg vor mehr als 2000 Journalisten und Sympathisanten, eine bis heute in der deutschen Medienlandschaft einmalig gebliebene Protestaktion gegen die missliebige Personalentscheidung eines großen Verlagshauses.
Gross war auch Kommentator und Moderator von Fernsehsendungen: Von 1977 bis 1984 leitete er für das ZDF die Bonner Runde und 1996 die Talkshow Tacheles, die schon nach sieben Ausgaben wieder eingestellt wurde.

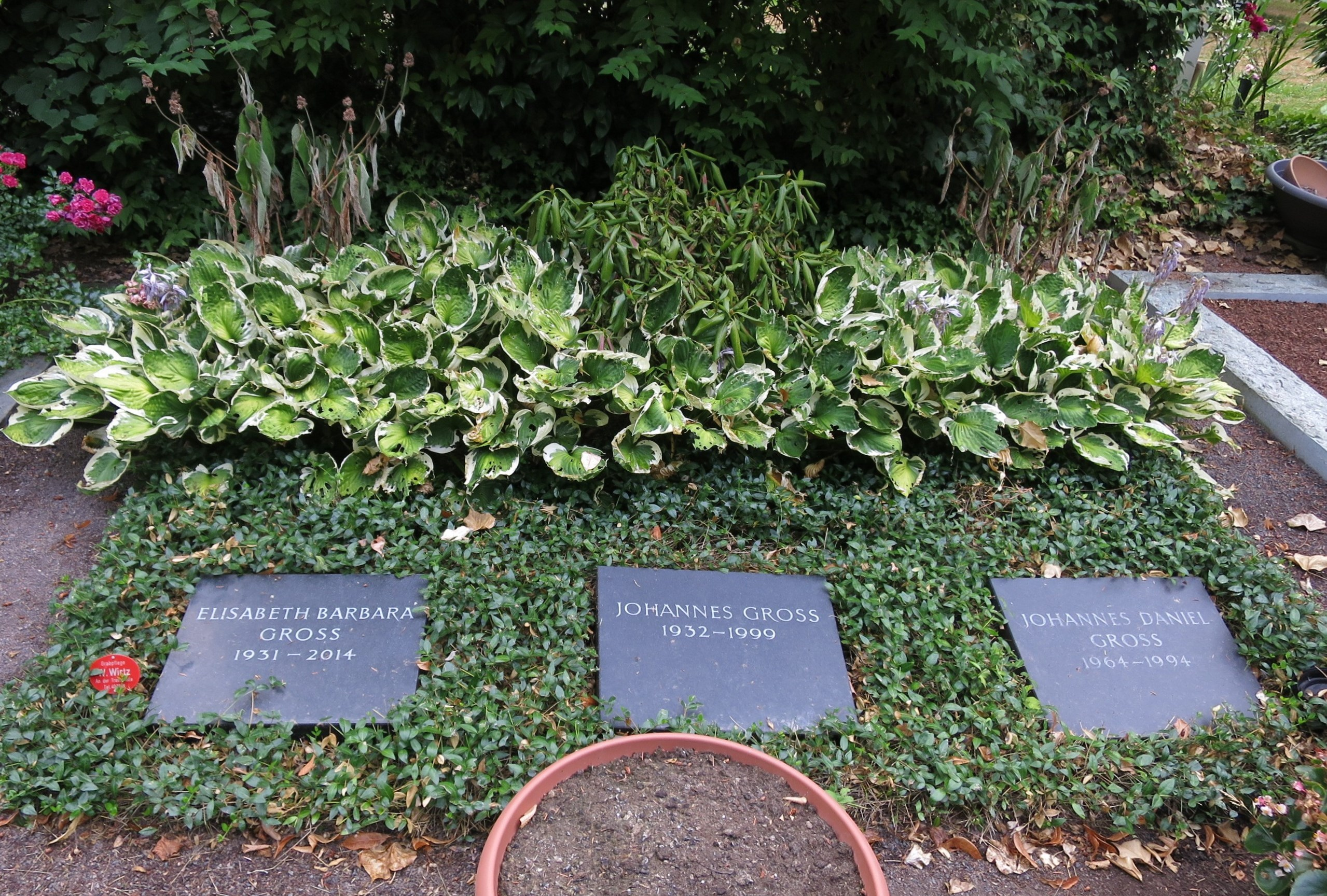
Grab der Familie Gross

Gross war mit Egon Bahr befreundet und spielte mit ihm 1985 in Hamburg gemeinsam gegen den späteren Schachweltmeister Garry Kasparov bei einer Veranstaltung des Nachrichtenmagazins Der Spiegel.
Mit seiner Ehefrau Elisabeth geb. Gotthardt (1931–2014) hatte Gross zwei Kinder. Der Sohn Johannes Daniel (* 1964) verstarb 1994, die Tochter Julia (* 1963) ist Diplomatin und gegenwärtig deutsche Botschafterin in Ungarn.
Nachdem sich Gross von einer Nierentransplantation zunächst erholt hatte, starb er 1999 im Alter von 67 Jahren in einem Kölner Krankenhaus. Er liegt auf dem Kölner Melatenfriedhof (Flur 26 (Y)) begraben.

## Publikationen
- mit Rüdiger Altmann: Die neue Gesellschaft. Bemerkungen zum Zeitbewusstsein. Vorwerk, Stuttgart 1958.
- Lauter Nachworte. Innenpolitik nach Adenauer. Seewald, Stuttgart-Degerloch 1965.
- Die Deutschen. Zweite Auflage. Scheffler, Frankfurt am Main 1967.
- Absagen an die Zukunft. Societäts-Verlag, Frankfurt am Main 1970, ISBN 978-3-7973-0190-1.
- Unsere letzten Jahre. Fragmente aus Deutschland. 1970–1980 Sechste Auflage. Deutsche Verlags-Anstalt, Stuttgart 1983.
- Größe des Staatsmanns. Nachgedanken zu Joachim Fests Hitler. In: Von Geschichte umgeben – Joachim Fest zum Sechzigsten. Siedler, Berlin 1986, ISBN 3-88680-235-3, S. 73–88.
- Notizbuch. Ullstein, Frankfurt am Main/Berlin 1988, ISBN 978-3-548-34539-0.
- Phoenix in Asche. Kapitel zum westdeutschen Stil. Dritte Auflage. Deutsche Verlags-Anstalt, Stuttgart 1989, ISBN 978-3-421-06497-4.
- (Hrsg.): Macht und Moral. Willy Brandt zum 75. Geburtstag. Propyläen, Berlin 1989, ISBN 978-3-549-07218-9.
- Über die Deutschen. Dritte Auflage. Manesse-Verlag, Zürich 1993, ISBN 978-3-7175-8198-7.
- Für- und Gegenwitz. Aphorismen. hrsg. von Renate Jostmann, Engelhorn, Stuttgart 1993, ISBN 978-3-87203-148-8.
- Das neue Notizbuch. 1985–1990. Ullstein, Frankfurt am Main/Berlin 1993, ISBN 978-3-548-34977-0.
- Begründung der Berliner Republik. Deutschland am Ende des 20. Jahrhunderts. Dritte Auflage. Deutsche Verlags-Anstalt, Stuttgart 1995, ISBN 978-3-421-06699-2.
- Tacheles gesprochen. Notizbuch 1990–1995. Deutsche Verlags-Anstalt, Stuttgart 1996, ISBN 978-3-421-05044-1.
- Nachrichten aus der Berliner Republik. 1995–1999. Berliner Taschenbuch-Verlag, Berlin 2002, ISBN 978-3-442-76028-2.

## Auszeichnungen
- 1980: Krawattenmann des Jahres
- 1981: Bundesverdienstkreuz am Bande
- 1983: Bambi-Medienpreis
- 1998: Hildegard-von-Bingen-Preis für Publizistik